# Metastenasellus congolensis
Metastenasellus congolensis là một loài chân đều trong họ Stenasellidae. Loài này được Chappuis miêu tả khoa học năm 1951.